# Daft Punk
Daft Punk var en fransk elektronisk musikduo bestående av Thomas Bangalter och Guy-Manuel de Homem-Christo. Bandet hade sin bas i Paris och tog sitt namn från en recension i brittiska musiktidningen Melody Maker, där deras dåvarande band Darlin's musik beskrevs som "a bunch of daft punk", ungefär "en massa galen/idiotisk punk".
Gruppen meddelade 22 februari 2021 att de lägger av.

## Biografi

### 1993–1995
Daft Punks debutsingel, The New Wave, släpptes 1993, men blev ingen större framgång. Den kommersiella succén skulle dröja till 1995 då singeln Da Funk släpptes, ackompanjerad av en Spike Jonze-regisserad video där man får följa Charles, en ensam man med hundhuvud, gipsat ben och en bergsprängare, på en vandring genom ett nattligt New York.

### Homework(1995–1999)
Det påföljande fullängdsalbumet Homework släpptes 1997 och beskrevs som en innovativ syntes mellan techno, house, acid house och electro och anses idag som ett av 1990-talets mest tongivande och inflytelserika album i genren för elektronisk dansmusik. Från detta album släpptes även singeln Around the World, även den med en klassisk video regisserad av Michel Gondry. 
Bandets två medlemmar har också haft sidoprojekt sedan starten i slutet av 1990-talet. Guy-Manuel släppte 1997 de första maxisinglarna från sitt skivbolag Crydamoure. Alla maxisinglar från skivbolaget finns samlade på skivorna The Waves 1 och The Waves 2. Guy-Man har själv bildat en duo med Eric "Rico" Chedeville vid namn Le Knight Club. Thomas Bangalter startade i slutet av 1990-talet skivbolaget Roulé som har gett ifrån sig ett antal housetolvor, bland annat samarbeten mellan Bangalter och DJ Falcon. 1998 gjorde Bangalter ett samarbete med Alan Braxe och Benjamin Diamond som resulterade i gruppen Stardust som släppte den kanske mest populära houselåten från French Touch-eran: Music Sounds Better With You. 1999 började duon bära robothjälmar vid officiella framträdanden.

### Discovery(1999–2003)
Albumet Discovery, som släpptes 2001, hade en mer syntpoppig stil, till skillnad från Homework. De singlar som släpptes från albumet fick alla animerade musikvideor av den japanske animetecknaren Leiji Matsumoto; hela albumet kom senare att bli soundtrack till animefilmen Interstella 5555 som släpptes 2003.

### Human After All&Tron: Legacy(2003–2010)
2005 släpptes Daft Punks tredje studioalbum: Human After All, som gjorde många gamla fans besvikna på grund av det stora stilbytet och de ibland överdrivet repetitiva melodierna. Många tycker att de borde ha jobbat mer med skivan, och släppt den senare. Allt material till skivan skrevs på bara sex veckor.
2006 kom filmen Electroma, som duon var med och skrev och regisserade. Filmen handlar om de bådas ("Hjälte #1" och "Hjälte #2", spelade av Peter Hurteau och Michael Reich) svårigheter att passa in i samhället.
Den 4 mars 2009 meddelades det att Daft Punk ska skriva musiken till filmen Tron: Legacy, en uppföljare till Disneys science fiction-film Tron från 1982.
Den 20 oktober 2010 överraskade Daft Punk världen genom att spela tillsammans med Phoenix i slutet av deras konsert på Madison Square Garden i New York. Detta var deras första liveframträdande sedan 2007.

### Random Access Memoriesoch uppbrott (2010–2021)
Den 17 maj 2013 släpptes albumet Random Access Memories, vilket var Daft Punks första nya album på åtta år.
Den 18 april 2013 släpptes första singeln, "Get Lucky", med sång av Pharrell Williams. Efter lansering toppade låten spellistorna världen över på Spotify.
Den 22 februari 2021 släppte Daft Punk en video med titeln "Epilogue" på sin YouTube-kanal. I videon syns en titel med texten "1993-2021". Gruppens publicist bekräftade för Pitchfork att de hade splittrats, men varken publicisten eller gruppen i sig har gett någon anledning till uppbrottet.

## Diskografi

### Studioalbum
- 1997 – Homework
- 2001 – Discovery
- 2005 – Human After All
- 2013 – Random Access Memories

### Andra album
- 2001 – Alive 1997 (livealbum)
- 2003 – Daft Club (remixalbum)
- 2006 – Human After All: Remixes (remixalbum)
- 2006 – Musique Vol. 1 1993–2005 (samlingsalbum)
- 2007 – Alive 2007 (livealbum)
- 2010 – Tron: Legacy (soundtrack)
- 2011 – Tron: Legacy: Reconfigured

### Singlar
| År   | Titel                                              | Album                  |
| ---- | -------------------------------------------------- | ---------------------- |
| 1994 | "The New Wave"                                     | —                      |
| 1995 | "Da Funk"                                          | Homework               |
| 1997 | "Around the World"                                 | Homework               |
| 1997 | "Burnin'"                                          | Homework               |
| 1998 | "Revolution 909"                                   | Homework               |
| 2000 | "One More Time"                                    | Discovery              |
| 2001 | "Aerodynamic"                                      | Discovery              |
| 2001 | "Digital Love"                                     | Discovery              |
| 2001 | "Harder, Better, Faster, Stronger"                 | Discovery              |
| 2003 | "Something About Us"                               | Discovery              |
| 2005 | "Robot Rock"                                       | Human After All        |
| 2005 | "Technologic"                                      | Human After All        |
| 2005 | "Human After All"                                  | Human After All        |
| 2006 | "The Prime Time of Your Life"                      | Human After All        |
| 2007 | "Harder, Better, Faster, Stronger (Alive 2007)"    | Alive 2007             |
| 2010 | "Derezzed"                                         | Tron: Legacy           |
| 2013 | "Get Lucky" (feat. Pharrell Williams)              | Random Access Memories |
| 2013 | "Lose Yourself to Dance" (feat. Pharrell Williams) | Random Access Memories |
| 2013 | "Doin' It Right" (feat. Panda Bear)                | Random Access Memories |
| 2013 | "Instant Crush" (feat. Julian Casablancas)         | Random Access Memories |
| 2014 | "Give Life Back to Music"                          | Random Access Memories |

## Filmografi
- 1999 – D.A.F.T. - A Story About Dogs, Androids, Firemen and Tomatoes
- 2003 – Interstella 5555: The 5tory of the 5ecret 5tar 5ystem
- 2006 – Daft Punk's Electroma
- 2010 – Tron: Legacy
- 2015 – Daft Punk: Unchained